# Gobioides
Gobioides és un gènere de peixos de la família dels gòbids i de l'ordre dels perciformes.

## Morfologia
- Cos molt allargat i comprimit, semblant a una anguila.
- Cap petit.
- Aleta dorsal de base llarga.
- Aletes dorsal i anal àmpliament unides amb l'aleta caudal.
- Les aletes pectorals tenen gairebé la mateixa longitud que les pèlviques.
- Aleta caudal llarga i punxeguda.
- Ulls petits.
- Boca gran i obliqua.
- Escates petites i llises.[2]

## Distribució geogràfica
Es troba a l'Atlàntic de clima tropical i temperat, i el Pacífic oriental.

## Taxonomia
- Gobioides africanus (Giltay, 1935)
- Gobioides broussonnetii (Lacépède, 1800)
- Gobioides grahamae (Palmer & Wheeler, 1955)[3]
- Gobioides peruanus (Steindachner, 1880)
- Gobioides sagitta (Günther, 1862)[4][5][6][7][8][9]